# Ana Carrillo Domínguez
Ana Carrillo Domínguez (Cortes de la Frontera, 1 de  enero de 1898-Madrid, 1974), conocida popularmente como Anita Carrillo, fue una capitana del Ejército Popular de la República española de ideología comunista.

## Trayectoria
Su familia se trasladó a Málaga cuando era una niña. Se casó a los 18 años con José Torrealba Ordóñez, afiliado al Partido Socialista Obrero Español (PSOE), con el que se instaló en La Línea.

### Militancia comunista
En la campaña electoral de noviembre de 1933, se significó pidiendo el voto para el socialista Manuel García Prieto, en cuyo diario La Razón (Antequera) colaboró con frecuencia. Recorrió los pueblos de la Serranía de Ronda y del Valle del Genal llamando a las mujeres a votar y a luchar por la revolución social, por la república y el socialismo. Después de la Revolución de Octubre de 1934 en Asturias, y de la represión del gobierno de Lerroux y Gil-Robles, abandonó el PSOE para incorporarse a la radio del Partido Comunista  (PCE) de La Línea.
En las elecciones generales de febrero de 1936 participó en varios mítines en La Línea pidiendo el voto para el Frente Popular. Intervino en la Plaza de Toros de Cádiz como representante del (PCE) con ocasión del Primero de Mayo y clausuró con un discurso la III Conferencia Provincial del PCE en junio.

### Guerra civil y exilio
Tras el golpe de Estado del 18 de julio, huyó a Gibraltar, y desde allí, con su esposo, se unió a la 15.ª Compañía de Milicias Antifascistas de Málaga. Su compañía se integró en el Batallón México. En enero de 1937 se creó la 52.ª brigada mixta -en los primeros momentos conocida como “brigada B”-, y el Batallón México se integró en ella como uno de sus cuatro batallones. Carrillo ya mandaba la compañía de ametralladoras del batallón como capitana del Ejército Popular. Simultaneó el mando militar con el político como responsable de su compañía.
Con esa graduación, y como comandante en funciones por heridas de Torrealba en el frente de Estepona, Carrillo organizó la evacuación de heridos del Hospital de Málaga ante la inminente toma de la ciudad por las tropas rebeldes los primeros días de febrero de 1937, siendo herida, ella misma, en la Desbandá a Almería. Fue entrevistada por Margarita Nelken para la revista Estampa en marzo de 1937 en que relataba estos hechos.
El 20 de junio de 1937 el director general de Seguridad la propuso como agente para los servicios de espionaje tras las líneas enemigas. El 3 de marzo de 1938 el gobierno franquista la puso en busca y captura. Con la victoria franquista en la Guerra civil, se exilió en Tánger. 
En agosto de 1954 fue detenida en Tetuán en el protectorado español de Marruecos, y trasladada a la Península. Estuvo en la cárcel hasta un año después, que fue indultada y retornó a Tánger.
Falleció en 1974 en Madrid.